# Фраскароло
Фраскаро̀ло (на италиански: Frascarolo; на ломбардски: Frascarö, Фраскарьо) е село и община в Северна Италия, провинция Павия, регион Ломбардия. Разположено е на 87 m надморска височина. Населението на общината е 1209 души (към 2017 г.).